# Kaleb akszúmi király
Kaleb (uralkodói nevén: Ella Atsbeha, egyházi nevén: Szent Elesbaan) az Akszúmi Királyság uralkodója volt a 6. század közepén. 
Kaleb a legjobban dokumentált akszúmi uralkodó: pénzérméi, feliratai, az etióp királylisták, valamint egykorú antik szerzők (Prokopiosz, Efézusi János) és későbbi arab történetírók (Ibn Isham, Ibn, Ishaq, Muhammad ibn Jarir al-Tabari) is megemlékeznek róla.

## Uralkodása
Uralkodása alatt az Akszúmi Királyság második fénykorát élte. 518-ban vagy 523-ban a mai Jemen területén fekvő Himjarita királyság zsidó vallásra áttért uralkodója Yusuf Asar Yathar (más néven Dhu Nuwas) elfogta a Zafar városában élő keresztényeket, majd az akszúmiak kezén lévő Najran városa ellen indult, ahol egyes források szerint húszezer keresztényt mészárolt le. Büntetésül 520-ban vagy 525-ben Kaleb csapatai átkeltek a Vörös-tengeren, legyőzték Yusufot (aki vagy a csatában esett el, vagy menekülés közben lett öngyilkos), megdöntötték a hatszáz éve fennálló himjarita államot, majd Kaleb Sumuafa' Ashawa' személyében alkirályt nevezett ki a délarab területek élére. 
Néhány év múlva az alkirályt Abraha ('Abraha al-Ashram) elmozdította és önmagát tette meg a jemeni területek királyává. Kaleb többszöri próbálkozás után sem tudta visszaszerezni tengerentúli tartományát, csak utódainak sikerült Abrehával elismertetni az Akszúmi Királyság uralmát és adófizetésre kényszeríteniük.

## Lemondása
Az etióp hagyományok szerint Kaleb lemondott a trónról és szerzetesként élt a jeruzsálemi Szent Sír Templomban. 

## Sírja
Feltételezett sírja Akszúmban található, mellette egyik fia Gabra Masqal sírjával (másik fia, Izrael vélhetően azonos az ezen a néven 590 körül uralkodó akszúmi királlyal).
A sírt a 19. század elején Henry Salt kutatta, majd 1906-ban a Német Akszúm Expedíció tárta és térképezte fel. 1973-ban a Brit Kelet-Afrika Intézet végzett itt ásatásokat.

## Szentté avatás
A keresztények védelméért harcoló Kalebet  Cesare Baronio (1538–1607) a római katolikus szentek közé sorolta, annak ellenére hogy az akszúmi uralkodó és egész birodalma a kereszténységnek a Róma által eretnekségnek tekintett miafizita irányzatát vallotta. Ünnepe az Etióp Ortodox Egyházban október 24., ami a Gergely-naptár szerinti  római katolikus egyházban november 8-ra esik.

## Fordítás
- Ez a szócikk részben vagy egészben  a   Kaleb of Axum című angol Wikipédia-szócikk fordításán alapul.  Az eredeti cikk szerkesztőit annak laptörténete sorolja fel. Ez a jelzés csupán a megfogalmazás eredetét és a szerzői jogokat jelzi, nem szolgál a cikkben szereplő információk forrásmegjelöléseként.